# Длыжка-Поляна
Длыжка-Поляна (болг. Длъжка поляна) — село в Болгарии. Находится в Тырговиштской области, входит в общину Антоново. Население составляет 42 человека (2022).

## Политическая ситуация
Длыжка-Поляна подчиняется непосредственно общине и не имеет своего кмета.
Кмет (мэр) общины Антоново — Танер Мехмед Али Движение за права и свободы (ДПС)) по результатам выборов.